# Old (Baranya)
Old es un pueblo ubicado en el distrito de Siklós, en el condado de Baranya, Hungría.

## Superficie
Posee una superficie de 14,07 kilómetros cuadrados.

## Demografía
Hasta 2019 la población era de 331 habitantes, con una densidad de población de 23,53 habitantes por kilómetro cuadrado.